# Apollonaster
Genre
Apollonaster est un genre d'étoiles de mer qui appartient à la famille des Goniasteridae.

## Liste d'espèces
Selon World Register of Marine Species (11 mars 2015) :
- Apollonaster kelleyi Mah, 2015 -- Hawaii
- Apollonaster yucatanensis Halpern, 1970 -- Caraïbes

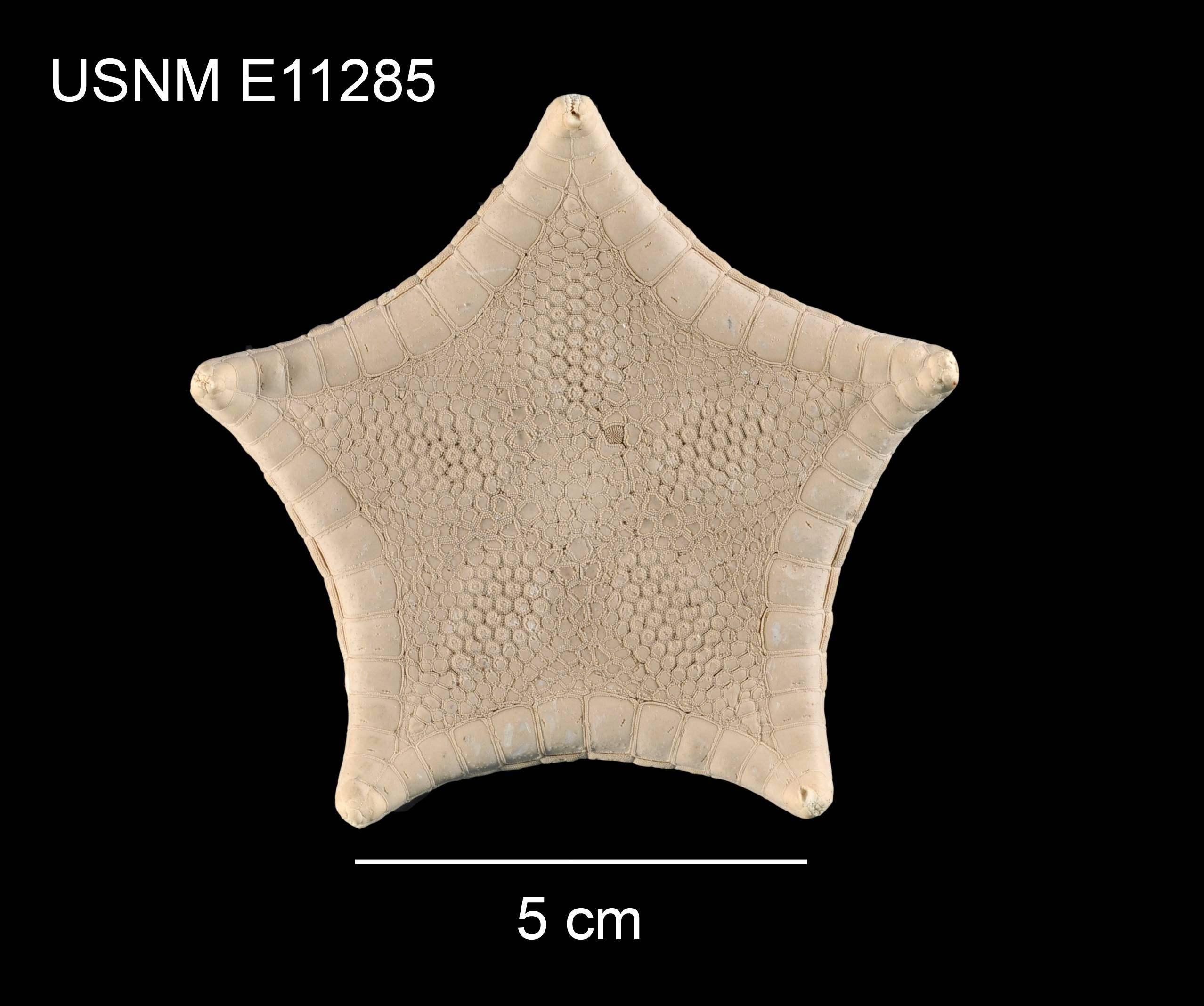
Apollonaster yucatanensis

Le nom de ce genre a été donné en 1970 en hommage à la Mission Apollo.